# 夢野久作の少女地獄
『夢野久作の少女地獄』（ゆめのきゅうさくのしょうじょじごく）は、1977年に製作された日本映画。夢野久作の小説『少女地獄』の一篇「火星の女」を日活ロマンポルノ作品として映像化。原作の展開とは一部異なる。

## ストーリー
名門カトリック系女学校に通う甘川歌江は、風変わりで活発な性格と浮世離れした容姿から「火星さん」と仇名をつけられクラスで疎外されていた。しかし、クラスメイトである殿宮アイ子だけは歌江を理解し、シスターフッドの絆で結ばれ、やがてそれ以上の“愛人”関係を結ぶ。
二人の通う学校の校長・森栖は人格者としてが人望を集めていたが、それは表向きの顔。裏では密かに少女を狙い処女を貪る卑劣な男であった。森栖は歌江に目をつける。書記の川村や英語教師のトラ子と共謀して歌江を陥れ、強姦する。やがて歌江は妊娠していることに気づく。
森栖は堕胎を勧め、歌江も致し方なく受け入れるが、いざ器具を挿入されると恐ろしくなり逃げ出した。アイ子のもとに駆け込むが、事情を聞いたアイ子は狂ったように「校長の子どもなんて産んではダメ」と叫び、歌江の腹を蹴るのだった。実はアイ子の母・トメ子もかつて森栖に凌辱されて妊娠。森栖はそのことを知りながら殿宮に善き女生徒として紹介した。そして生まれたのがアイ子である。アイ子の育ての父・愛四郎は血の繋がらない娘を愛せず、また病身の妻・トメ子を虐待している。芸者遊びに留まらず、屋敷に女を連れ込み面当てすることも頻繁にある。そんな愛四郎をアイ子は軽蔑し憎んでいた。
歌江はピアノの角に自ら腹を幾度も打ちつけて胎児の命を絶つ。
身も心も傷ついた歌江とアイ子は、醜い大人たちへの復讐を決意する。

歌江ら卒業生の主催する謝恩会が行なわれた夜、校内で火災が発生する。焼け跡から身元が判別出来ない黒焦げの死体が発見される。森栖を呪った遺書が見つかったことなどから遺体は歌江と断定された。森栖は自分が強姦した歌江が亡くなり醜聞の露見を免れたと安堵する一方、学校内で不審火を出した責任を追及されるのを恐れ逃亡する。歌江の死後、川村とトラ子が奇怪な死を遂げた。アイ子は、泥酔して芸者遊びに興じる愛四郎の前に現われ、貪欲な欲望のままに無様な姿を晒している父親を侮蔑し嘲笑った。
夢遊病者のように逃げ続ける森栖の前に突如、白装束のようなローブを纏った歌江とアイ子が現れる。学校火災で発見された焼死体は実は歌江ではなく別人のものであった。恐怖に戦き茫然とする森栖の前で二人は抱き合い一体となって炎に包まれる。肉体は森栖に犯され穢されたが、心は純粋に愛し合っている二人のものであり、誰にも引き裂くことは出来ないという強い意志を、死をもって証明してみせたのである。地獄絵図のように業火に包まれた歌江とアイ子を前した森栖は獣のように狼狽して叫び狂乱する。その無惨な姿を見届け、復讐を成し遂げたことに満足した少女は共に燃え尽きていった。

## キャスト
- 甘川歌江：小川亜佐美
- 殿宮アイ子：飛鳥裕子
- 川村英明：三谷昇
- 殿宮愛四郎：江角英明
- 殿宮トメ子：岸本まき子
- 虎間トラ子：絵沢萠子
- 芸者A：桂たまき
- 芸者B：岡本麗
- 森栖礼造：桑山正一
- 歌江の父：小泉郁之助
- 乞食坊主：益富信孝
- 刑事：木島一郎
- 田島はるか
- 浜口竜哉
- 森みどり
- 近江大介
- 安藤繁子
- 北上忠行
- 橋田良得江

## スタッフ
- 監督：小沼勝
- 脚本：いどあきお
- 製作：結城良煕
- 撮影：前田米造
- 美術：坂口武玄
- 編集：井上治
- 照明：新川真
- 録音：古山恒夫
- 助監督：鴨田好史
- 製作担当：服部紹男
- 企画：成田尚哉
- スチール：目黒祐司
- 音楽：荒野忠
- 主題歌：「暗い旅」（佐井好子）

## 関連商品
映像ソフト
- 火星の女 夢野久作の少女地獄（2003年3月28日、アップリンク） - DVD
- 夢野久作の少女地獄（2017年10月3日、Happinet） - Blu-ray